# Ungradio
Ungradio, samlingsnamn för radio som görs ideellt av ungdomar.
UngRadio var tidigare namnet på en av Ungdomens Nykterhetsförbunds prioriterade verksamhetsmetoder under 80- och 90-talet.

## ungradio
Föreningen ungradio bildades 2004 och arbetar för att ungdomar mellan 15 och 25 år ska ha större möjligheter att delta i medierna och större möjligheter att påverka vad som sänds. På det sättet vill man bidra till att ungdomars åsikter kommer fram. ungradio samlar radiointresserade ungdomar och radiostationer som drivs av unga och målet är att ge fler ungdomar möjligheter att höras.
Föreningens grundare Anders Josefsson fick 2010 ta emot stipendiet Kompassrosen från Konungens Stiftelse Ungt Ledarskap för sitt arbete med ungradio med motiveringen "för att han tryggt låtit egna etiska avvägningar prägla sina handlingar och prioriteringar. Han har därigenom gett ungdomar tid, omtanke och möjlighet att förverkliga sina drömmar i konkreta projekt."

### Samarbeten
Föreningen är en del av Ung Media Sverige och samarbetar med bland andra Kulturens Bildningsverksamhet.

### Ordförande genom tiderna
- 2004 - 2009 Anders Josefsson
- 2009 - 2012 Micaela Palmér
- 2012 - 2014 Alexander Gustafsson
- 2014 - Amanda Gustafsson

### Större projekt och satsningar
- 2004 Föreningen grundadas
- 2006-2011 Feriepraktikprojekt för gymnasieungdomar i Jönköping genom samarbete med Radio live och Jönköpings kommun.[3][4]
- 2008-2010 Fokus framtid, projekt med stöd från Ungdomsstyrelsen med målet var att förbättra kvalitén på unga radiostationer och få fler att sända radio.
- 2009 Sommarradio.se satsning under sommaren där olika radiostationer samsände radio för unga.
- 2014 Lyssna - en helg om att höras, gala, prisutdelning och seminarier på Kulturhuset Stadsteatern i Stockholm.[5][6][7]